# Chrysopa amabilis
Chrysopa amabilis is een insect uit de familie van de gaasvliegen (Chrysopidae), die tot de orde netvleugeligen (Neuroptera) behoort. 
Chrysopa amabilis is voor het eerst wetenschappelijk beschreven door Banks in 1938.